# 南極座μ
南極座μ，又名CP-76 1434，HD 196051、SAO 257838、HR 7863，是南極座的一颗恒星，视星等为6，位于銀經317.51，銀緯-32.78，其B1900.0坐标为赤經20h 29m 42s，赤緯-76° -32.78′ 50″。